# Сливка
Сли́вка (болг. Сливка) — село в Смолянській області Болгарії. Входить до складу общини Баніте.

## Населення
За даними перепису населення 2011 року у селі проживали 22 особи, усі — болгари.
Розподіл населення за віком у 2011 році:
Динаміка населення: